# Festival du goéland masqué
Le Festival du goéland masqué est un festival annuel de littérature noire et policière et de BD français, se déroulant à Penmarch dans le Finistère. 

## Le festival
Depuis sa création en juin 2001, il se déroule chaque année lors du week-end de Pentecôte à Penmarc'h, dans le Finistère. Il accueille des romanciers français et étrangers et des auteurs de bande dessinée.
Pendant trois jours, les auteurs participent à des tables rondes, conférences, rencontres, ou encore lisent des extraits de leurs œuvres. 
La ville de Penmarc'h est associée à l'événement, et les animations se tiennent dans de lieux aussi divers que des chapelles, des bars, des bateaux de pêche ou des monuments naturels, en plus de la salle où se tient le Salon du Livre et où ont lieu les signatures des auteurs. 

## Prix littéraire et prix bande dessinée
Le festival décerne deux prix :  
- le prix du Goéland masqué[3] qui récompense un premier roman noir. Jean-Bernard Pouy est le président du jury du prix du premier roman du Goéland Masqué depuis 2015.
- le prix Mor Vran de la BD noire[4].

### Lauréats du prix littéraire
- 2002 : Gérard Alle pour Il faut buter les patates
- 2003 : Jérôme Bucy pour Jérusalem interdite
- 2004 : Alain Vince pour Du raisiné sur le p'tit lu
- 2005 : Isabelle Amonou pour Morts fines à Morlaix
- 2006 : Anne-Solenn Kerbrat-Personnic pour Dernier Tour de manège à Cergy
- 2007 : Claude Bathany pour Last Exit to Brest
- 2008 : Yvon Coquil pour Black Poher
- 2009 : Maryse Rivière pour Sous le signe de la souris
- 2010 : Laurence Fontaine pour Noir Dessein en verte Erinn[5]
- 2011 : Bernard Enjolras pour Îlot mortel à Trégastel[6]
- 2012 : François Arango pour Le Jaguar sur les toits[7]
- 2013 : Karim Miské pour Arab jazz
- 2014 : Hubert Tézenas pour L'or de Quipapa
- 2015 : Nicolas Mathieu pour Aux Animaux la guerre
- 2016 : Sophie Hénaff pour Poulets grillés
- 2017 : Stéphane Jolibert pour Dedans ce sont des loups
- 2018 : Benoît Philippon pour Cabossé
- 2019 : Jean-Pierre Rumeau pour Le vieux pays
- 2020 : Gwenael Le Guellec pour Armorican psycho
- 2021 : Benoît Vitkine pour Donbass
- 2022 : Manchette-Niemiec pour Alabama 1963
- 2023 : Lionel Destremau pour Gueules d'ombre[8]

### Lauréats du prix Mor Vran de la BD noire
- 2011 : Frank Giroud, Denis Lapière, Ralph Meyer pour Page noire[9]
- 2012 : Manu Larcenet pour Blast, tome 2, Dargaud
- 2013 : Zidrou et Oriol pour La Peau de l'ours
- 2014 : Fabien Vehlmann et Eric Sagot pour Paco les mains rouges tome 1, Dargaud
- 2015 : Arnaud Le Gouëfflec pour La Nuit Mac Orlan
- 2016 : Christian Lax pour Un certain Cervantès, Futuropolis
- 2017 : Jean-Claude Götting pour Watertown, Casterman
- 2018 : Miguel Prado  pour Proies faciles, Rue de Sèvres
- 2019 : Timothée de Fombelle et Christian Cailleaux pour Gramercy Park, Gallimard
- 2020 : Cyril Liéron et Benoît Dahan pour Dans la tête de Sherlock Holmes, Ankama
- 2021 : Alex W. Inker pour Un travail comme un autre, Sarbacane
- 2022 : Teresa Valero pour Contrapaso, Dupuis.
- 2023 : Romain Renard pour Melvile, l’histoire de Ruth, éditions Le Lombard

## Historique des invités d'honneur
- 2001 :
- 2002 : Jean-François Coatmeur
- 2003 :Jean-Bernard Pouy[10]
- 2004 : Hervé Claude
- 2005 : José-Louis Bocquet
- 2006 : Claude Amoz
- 2007 : Jean-Hugues Oppel
- 2008 : Nadine Monfils
- 2009 : Gilles Del Pappas
- 2010 : Didier Daeninckx
- 2011 : Patrick Raynal
- 2012 : L'Irlande
- 2013 : Loriano Macchiavelli, Carlo Lucarelli, Ken Bruen[11]